# Ghafurow
Ghafurow (tadschikisch Ғафуров, englische Umschrift Gafurov) ist eine in der Provinz Sughd gelegene Stadt im Norden Tadschikistans. Sie hat 15.000 Einwohner (2000); im Jahr 1989 lebten dort noch 18.900 Menschen. Der Ort ist seit 1965 Stadt, bis 1978 trug er den Namen Sowjetabad (russisch Советабад; tadschikisch Советобод, Sowetobod). Dann wurde er zu Ehren von Bobodschan Gafurowitsch Gafurow (kyrillische Schrift: Бободжан Гафурович Гафуров), des ersten Sekretärs des ZK der Kommunistischen Partei Tadschikistans von 1946 bis 1956, umbenannt in Ghafurow. In der Stadt befindet sich das Ghafurow-Museum.
Ghafurow ist Verwaltungssitz des gleichnamigen Rajons der Provinz Sughd, die Stadt liegt wenige Kilometer südöstlich der Provinzhauptstadt Chudschand nahe der kirgisischen Grenze. Der Rajon selbst umfasst 2.700 km²; dort leben 266.500 Menschen (Stand 2002). Ein Hauptwirtschaftszweig der Stadt ist die Produktion von Obst- und Gemüsekonserven. Dazu kommt baumwollverarbeitende Industrie.
1945 wurde in Ghafurow zeitgleich mit Taboschar (nördlich von Chudschand) eine experimentelle Anlage zur Anreicherung von Uranerz in Betrieb genommen und Anfang der 1950er Jahre geschlossen.

## Söhne und Töchter der Stadt
- Oleh Skrypka (* 1964), ukrainischer Rockmusiker